# Harald Petzold

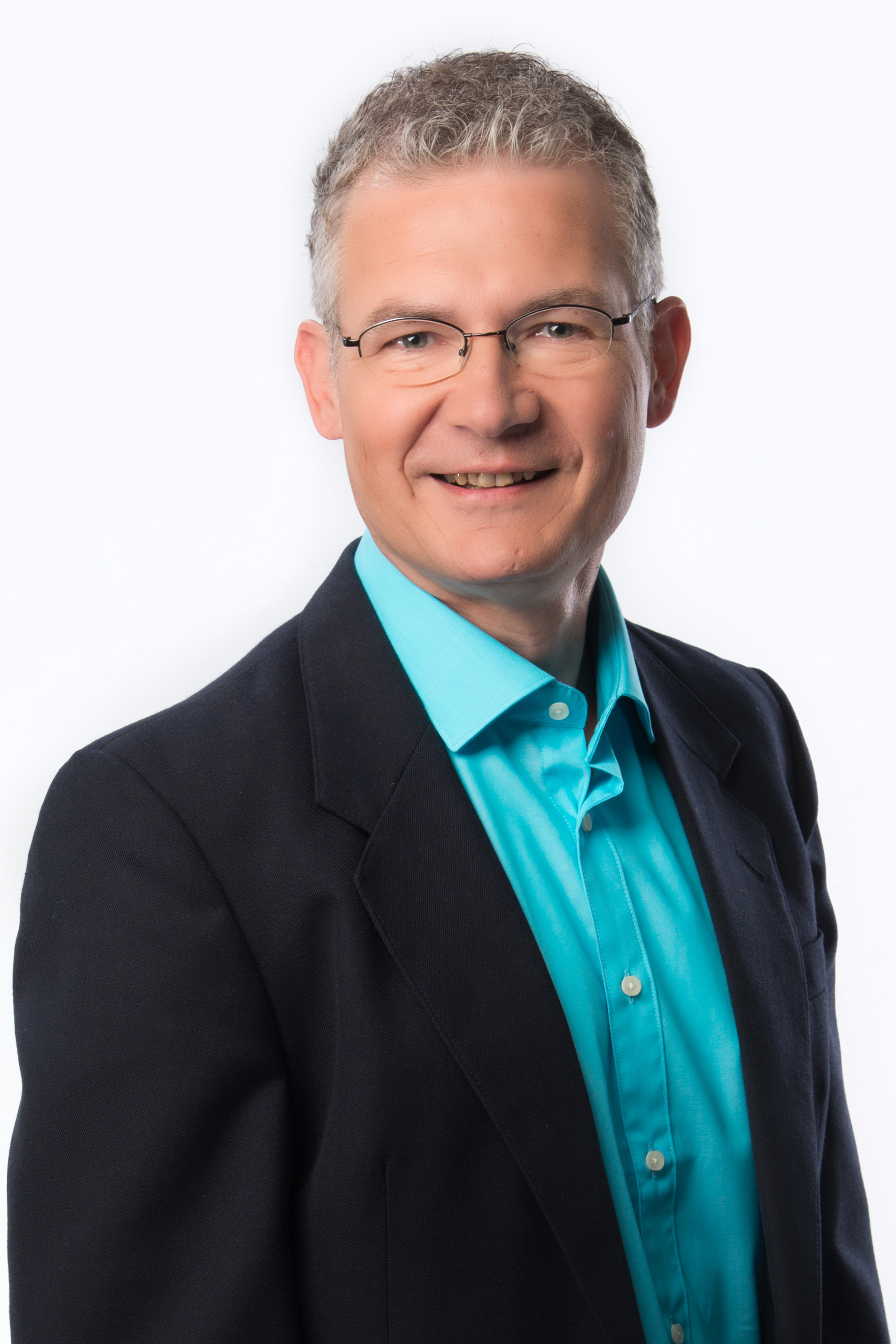
Harald Alfred Petzold (2015)

Harald Alfred Petzold (* 28. März 1962 in Heringsdorf) ist ein deutscher Politiker (PDS, Die Linke) und Lehrer der Immanuel-Kant-Gesamtschule Falkensee mit Gymnasialer Oberstufe.

## Leben
Nach seinem Abitur studierte Petzold von 1983 bis 1988 Musik und Deutsch an der Pädagogischen Hochschule Potsdam und begann 1988 ein Forschungsstudium, das er mit der Wende 1990 unterbrach. Er ist von Beruf Diplomlehrer.
Später absolvierte er noch einmal ein Lehramtsstudium für das Fach Politische Bildung in der Sekundarstufe I/II und arbeitete nach erfolgreichem Referendariat in Königs Wusterhausen bis 2005 an der Gesamtschule Immanuel Kant mit gymnasialer Oberstufe Falkensee. Im Winter 2005 wechselte er dann als Leiter in das Büro der Bundestagsabgeordneten Kirsten Tackmann. Nach der Wahl 2009 half er drei Monate der neugewählten Bundestagsabgeordneten Sabine Stüber beim Aufbau ihres Büros und begann im Februar 2010 eine Tätigkeit als Referent im Ministerium für Wirtschaft und Europaangelegenheiten des Landes Brandenburg. Von 2013 bis 2017 war er Abgeordneter des Deutschen Bundestages. 2018 ging er an seine alte Stelle an der Gesamtschule Immanuel Kant Falkensee zurück.

## Politik
Petzold trat 1981 in die SED ein, ohne nach eigenen Angaben Parteifunktionen ausgeübt zu haben. Von 1990 bis 1999 saß Petzold für die PDS im Landtag von Brandenburg. Er zog beide Male über die Landesliste in das Landesparlament von Brandenburg ein. Am 22. September 2013 gelang Petzold der Einzug in den Bundestag bei der Bundestagswahl 2013 über einen Listenplatz. Bei 191 von 211 namentlichen Abstimmungen in der 18. Legislaturperiode stimmte er 186 mal mit der Fraktion DIE LINKE. Er saß in den Ausschüssen Kultur und Medien sowie Recht und Verbraucherschutz.
Zur Bundestagswahl am 24. September 2017 wurde er auf den Listenplatz 6 der Partei DIE LINKE gewählt und trat als Direktkandidat, wie schon 2009 und 2013 (jeweils 3. Platz erreicht), im Wahlkreis 58 an. Der Einzug in den Bundestag gelang ihm 2017 jedoch nicht.